# Talk Talk
A Talk Talk angol zenekar, aktív éveik 1981–1991 közé tehetők. A zenekarnak számos nagy, nemzetközi sikere volt, többek között olyan slágereket köszönhetünk nekik, mint a "Today", a "Talk Talk", az "It's my life", a "Such a Shame", a "Dum Dum girl" vagy éppen a "Living in Another World".
A csapat alapjában véve szintipop vonalon indult, majd lassan – főleg az utolsó két albumnál – egyértelműen a posztrock felé irányult, és nagyjából lerakta ezen műfaj alapjait. Utolsó két albumuk a Spirit of Eden és a Laughing Stock széles körben vált ismertté és ma is nagy hatással van az alternatív rock műfajára.

## Történet

### Kezdetek (1981–1983)
A Talk Talk quartettként alakult, tagjai Mark Hollis (vokál), Simon Brenner (szintetizátorok), Lee Harris (dobok) és Paul Webb (basszusgitárok) voltak. Általánosságban véve az Új Romantikus mozgalomhoz sorolják őket, a korai években gyakran hasonlították őket a Duran Duranhoz, mert a két zenekar nem csak a kettős névben egyezett meg, hanem producerük (Colin Thurston) és lemezkiadójuk (EMI) is azonos volt.
A Talk Talk elsőnek saját gondozásban jelentetett meg egy bemutatkozó EP-t 1982-ben, amely címet gyorsan fel is vette az első album, ez volt a The Party's Over. Az Allmusic jellemzően a Duran Duran-hoz hasonló új romantikus zenekarnak minősítette a Talk Talkot. A csapat bekerült az Angol Top 40-be a "Talk Talk" kislemezzel (ez amúgy egy 1977-es The Reaction szám feldolgozása, melynek címe "Talk Talk Talk Talk" volt, melyet a Beggars Banquet Records jelentetett megy egy válogatás lemezen a "Streets"-en) később pedig a "Today"-al. Mindkét dal producere Thurston volt (más együttesek mellett is producerkedett párhuzamosan: Duran Duran, The Human League és a Kajagoogoo). Az album megjelenéskor nem volt sikeres, de később igazoltan körülbelül 60.000 példányban kelt el 1985-ig!
Szélesebb közönség előtt elsőnek 1982-ben léptek fel az újra egyesült Genesis előzenekaraként Milton Keynes Arénában, Angliában.
Brenner az 1983-as kislemez a "My Foolish Friend" megjelenését követően elhagyta a zenekart. Ezen a ponton túl a nem hivatalos negyedik tag Tim Friese-Greene lett, aki egyben a Talk Talk billentyűse és Hollis gyakori szerzőtársa is lett. Bár jelentősen hozzájárult a zenekar stúdió munkálataihoz, Green a koncertekre és nyilvános megjelenésekre már nem nagyon tartott a zenekarral.

### A világsiker (1984–1986)
A Talk Talk jelentős sikereket ért el 1984-1985 között főleg az Európai kontinensen. Az It's My Life album az Allmusic szerint "rendkívül egységes lemez" mely kijelentés arra utalt, hogy egyre jobb dalokat írtak. A "Such a Shame" kislemez óriási siker lett (a dalt egyébként egy könyv ihlette 	Luke Rhinehart – Kockavető című regénye) Ausztriában, Németországban, Olaszországban és Svájcban bekerült a Top 5-be. A címadó dal és az album maga is bekerült az olasz Top 10-be. Az Egyesült Államokban, Kanadában, Franciaországban, Németországban, Új Zélandon és Hollandiában a Top 40-be tornászta be magát, javarészt különösebb visszhang nélkül maradt Angliában.
Az album Friese-Greene zenei ízlését tükrözi leginkább, lágyabb, több szintetizátorral dolgozott a zenei világ megteremtésén, míg Hollis termékeny dalszerzőként marad emlékezetes ebből a korszakból, érezhetően az érettebb közönség felé fordult szövegeivel.
James Marsh grafikus tervezte az It's My Life első borító tervét, mely a zenekar nevére alapozott, és a kislemezek is ezt a designt követték. Marsh a zenekar egész karrierjét végigkövette a későbbi lemezek grafikai kialakításától kezdve egészen a poszterekig bezárólag.
A zenekar később végérvényesen elhagyta a New Wave stílust az 1986-os The Colour of Spring nagylemezzel. Ez az album lett a legnagyobb angliai sikerük, bekerült a Top 10-be (aranylemez lett, a BPI adatai szerint világszerte 100.000 példány talált gazdára belőle). A "Life's What You Make It" kislemez az angol Top 20-ba került. Ezeken felül igazi nemzetközi siker lett, és elővezette a következő kislemez sikert a "Living in Another World"-öt. Ebből az időszakból minden Talk Talk dal Friese-Greene és Hollis szerzőpáros nevéhez fűződik. Az albumon egy vendégmuzsikus szerepelt még Steve Winwood.
Az 1986-os turnén a zenekar a következő tagokból állt: Hollis, Webb és Harris valamit John Turnbull (gitár), Rupert Black és Ian Curnow (billentyűs hangszerek), Phil Reis és Leroy Williams (ütőhangszerek) és nem utolsósorban Mark Feltham (harmonika). Ezen turné legismertebb állomása Montreux-i Jazz Fesztivál volt, amely koncert 2008-ban DVD-n is megjelent "Live at Montreux 1986" címmel.

### Késői időszak (1987–1991)
A The Colour of Spring sikere több pénzt biztosított az együttesnek a következő lemezfelvételre. Az első vázlatok és dalszövegek írása után körülbelül egy év elteltével meg is jelent a Spirit of Eden 1988-ban EMI Parlophone gondozásában. Az album születése közben Hollis és Green rengeteget improvizáltak, és nagyon sok digitális technikát használtak fel az alkotófolyamat során. A végeredmény sajátos keveréke lett a rocknak, a jazznek, a klasszikus zenének és az ambientnek. Bár a kritika dicsérte, az album ennek ellenére kevésbé volt sikeres, mint elődje (a BPI adatai alapján 60.000 példányt értékesítettek a lemezből). Az album bekerült az angol Top 20-ba, a zenekar mégis úgy döntött, hogy nem indul turnéra.
A Spirit of Eden készítése során az együttes menedzsere Keith Aspden azon dolgozott, hogy a zenekar felszabadulhasson EMI-vel kötött lemezszerződés alól. "Tudtam, hogy ebben az időszakban az EMI nem volt az a lemezkiadó, akivel szerződni kellett volna" mondta később Keith Aspden "Attól féltem, hogy nem lesz elég pénz egy következő album felvételére". Az EMI viszont meg szerette volna tartani a zenekart. Ez után több hónapos per kezdődött a zenekar és a kiadó között, melynek végeredménye az lett, hogy a Talk Talknak sikerült felbontania a szerződést az EMI-vel. Az EMI később pert indított az együttessel szemben, mert a Spirit of Eden kereskedelmileg nem volt jó befektetés, ám a keresetet a bíróság elutasította.
Az EMI mégis kiadott egy lemezt az együttestől. A kiadó 1990-ben megjelentetett egy átfogó válogatás albumot Natural History címmel. Ez bekerült az Angol Top 3-ba és aranylemez lett több, mint 100.000 példány talált gazdára belőle. Az 1984-es "It's My Life" kislemezt is újra megjelentették, s a legnagyobb siker lett saját hazájukban, az Angol kismelezlistán a 13. helyre került. "Life's What You Make It" kislemez szintén újra megjelent és a Top 30-ba került. Ez azt mutatta, hogy a zenekar iránt újra megnőtt az érdeklődés. A kiadó 1990-ben megjelentette a History Revisited válogatást, mely 12 inches kislemezekből állt valamint remixeket és alternatív feldolgozásokat tartalmazott és ez is bekerült az Angol Top 40-be. Szokatlanul nagy érdeklődés mutatkozott ezen kiadvány iránt, mely gyakorlatilag csak egy remix album volt. A zenekar beperelte az EMI-t a remixes kiadvány miatt, mert az ő engedélyük nélkül jelentették meg az anyagot.
A Talk Talk 1990-ben két lemezre szóló szerződést írt alá a Polydor Records-szal. A Laughing Stock a Polydor Records és a Verve Records közös gondozásában jelent meg 1991-ben. Ebben az időben Webb kivált a zenekarból, a Talk Talk pedig lényegében egy márkanév maradt csupán, Hollis és Friese-Greene kettőseként működött, valamint még egy sereg jelentéktelen zenész működött közre (persze ott volt még az állandó Talk Talk dobos Harris) Laughing Stock albumon kristályosodott ki igazán az, ami a Spirit of Eden lemezen már elkezdődött (ezt utólag poszt-rock-nak nevezte el néhány kritikus). A Laughing Stock minimalista stílusa még az elődjénél is letisztultabbra sikerült. Az Angol album listán a 26. helyig jutott.

### Feloszlás és az azt követő idők
A Laughing Stock megjelenését követően a Talk Talk 1992-ben feloszlott. Paul Webb és Lee Harris az éppen ekkor formálódó O.rang nevű formációhoz csatlakozott, míg Tim Friese-Greene Heligoland név alatt készített felvételeket. Mark Hollis 1998-ban kiadta debütáló szóló lemezét Mark Hollis címmel, mely nagyban követi a minimalista poszt rock hangzásvilágot, amit a Spirit of Eden és a Laughing Stock is képvisel. Hollis később visszavonult a zeneiparból.
Webb Rustin Man név alatt együttműködött a Portishead szóló énekesével Beth Gibbons-al és ennek eredményeként 2002-ben megjelent a Out of Season című lemez, míg Lee Harris 2004-ben működött közre a Bark Psychosis albumán.
Mark Hollis 2019. február 25-én, 64 éves korában meghalt.

## Diszkográfia
- The Party’s Over (1982)
- It’s My Life (1984)
- The Colour of Spring (1986)
- Spirit of Eden (1988)
- Laughing Stock (1991)

## Külső hivatkozások
- World Music Database
- discogs.com
- British Phonographic Industry (BPI) Archiválva 2017. november 17-i dátummal a Wayback Machine-ben
- Snow in Berlin Kiterjedt Talk Talk & Mark Hollis website